# Theodor Körner (Schiff, 1938)
Die Theodor Körner war ein Fracht- und Ausbildungsschiff des VEB Deutsche Seereederei (DSR). Benannt wurde das Schiff nach dem Schriftsteller Theodor Körner.

## Geschichte
Das Schiff lief im März 1938 bei J. Cockerill S. A. in Hoboken als Copacabana mit der Baunummer 654 vom Stapel. Das kombinierte Fracht- und Passagierschiff wurden von der Reederei Compagnie Maritime Belge (Lloyd Royal) S. A., Antwerpen, im Liniendienst zwischen Belgien und Südamerika sowie Belgisch-Kongo eingesetzt. Im Zweiten Weltkrieg fuhr das Schiff unter alliierter Kontrolle.
Im Februar 1958 wurden die beiden frachtfahrenden Passagierschiffe Copacabana und Mar del Plata, die spätere Heinrich Heine, im Rahmen der Steckenpferd-Bewegung beschafft. Am 2. April 1958 übernahm die Deutsche Seereederei Rostock die Copacabana unter dem Namen Theodor Körner. Zunächst wurde es im UNIAFRICA-Dienst zwischen Rostock und westafrikanischen Häfen eingesetzt. Mit dem Auslaufen am 1. November 1962 aus Rostock begann ohne Unterbrechung bis zum 30. April 1967 der Einsatz im CUBALCO-Dienst zwischen europäischen Häfen, Kuba und Häfen in Mexiko. Das Lehr- und Frachtschiff wurde am 28. Februar 1968 außer Dienst gestellt. Im selben Jahr verkaufte die DSR die Theodor Körner an die Altis Cia. Nav. S. A., Famagusta, bei der sie als Nedi II weiterfuhr. Nach 34 Einsatzjahren kam das Schiff am 23. Dezember in Kaohsiung auf Taiwan an zum Abbruch.
Wegen der relativ hohen Zahl von Fahrgastplätzen und den geeigneten Räumlichkeiten an Bord wurde das Schiff von der DSR als Lehr- und Frachtschiff eingesetzt. Jährlich schlossen 95 bis 100 Matrosen auf den beiden Schiffen ihre zweijährige Ausbildung ab.

## Technik
Das Schiff war ein vollgenieteter Schutzdecker. Drei der fünf Decks waren durchlaufend. Es konnten ursprünglich 136 Fahrgäste in zwei Klassen untergebracht werden. Als Ausbildungsschiff konnte die Theodor Körner bis zu 174 Matrosenlehrlinge und Ausbilder aufnehmen. Als Antrieb hatte das Schiff einen doppeltwirkenden Zweitakt-5-Zylinder-Schiffsdieselmotor von 5260 PS Leistung, mit dem eine Geschwindigkeit bis zu 14 kn erreicht werden konnte.

## Literatur

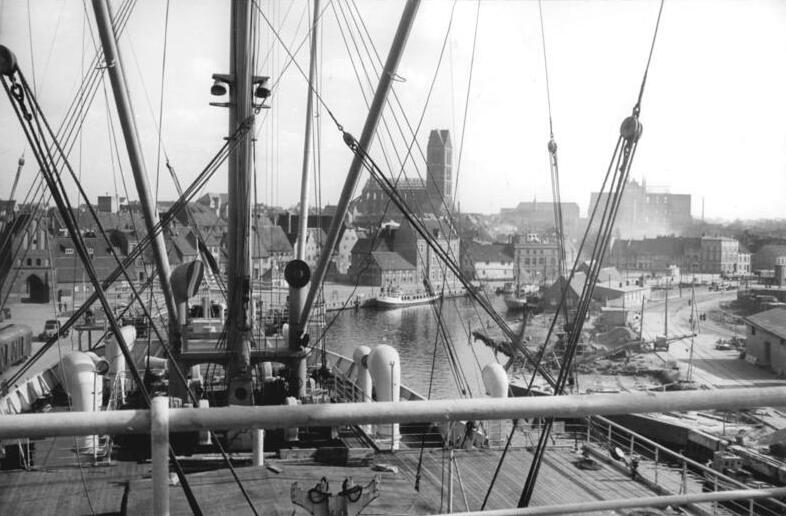
Blick über das Achterdeck der Theodor Körner auf das Hafengelände in Wismar